# Spiroctenus marleyi
Spiroctenus marleyi är en spindelart som beskrevs av Hewitt 1919. Spiroctenus marleyi ingår i släktet Spiroctenus och familjen Nemesiidae. Inga underarter finns listade i Catalogue of Life.